# Alfred Krauß
Alfred Krauß (26. dubna 1862, Zara – 29. září 1938, Bad Goisern) byl rakousko-uherský generál. Za první světové války velel na Balkáně a v Itálii. Ve veřejném životě zůstal aktivní i po rozpadu monarchie a nakonec byl krátce před smrtí jako člen NSDAP zástupcem Rakouska v Říšském sněmu. 

## Život
Narodil se jako starší syn vojenského lékaře Franze Krausse (1824–1905), po absolvování obecné školy ve Vršacu v Banátu a nižšího gymnázia v Těšíně navštěvoval Krauß vojenskou školu v Hranicích a po jejím ukončení absolvoval Tereziánskou vojenskou akademii ve Vídeňském Novém Městě. Dne 18. srpna 1883 byl převelen k c. a k. 11. pěšímu pluku. V letech 1886 až 1888 navštěvoval válečnou školu (K.u.k. Kriegsschule) ve Vídni. V listopadu 1888 byl jmenován důstojníkem generálního štábu u 20. pěší brigády v Hradci Králové. V roce 1891 byl Krauß převelen v hodnosti kapitána ke generálnímu štábu u velitelství 5. pěší divize v Prešpurku. Od roku 1894 vyučoval taktiku na Tereziánské vojenské akademii ve Vídeňském Novém Městě. V roce 1897 by jmenován šéfem generálního štábu 2. pěší divize v Jaroslavi a následně 33. pěší divize v Komárně v hodnosti majora.
V listopadu 1901 se stal velitelem batalionu střeleckého pluku č. 3 ve Štýrském Hradci a od roku 1904 by vedoucím III. sekce vojenské technické komise ve Vídni. V říjnu 1910 se stal velitelem k.u.k. Kriegsschule ve Vídni. Prvního listopadu 1910 by povýšen do hodnosti generálmajora, 1. listopadu 1913 dosáhl hodnosti polního podmaršála, zároveň byl jmenován c. k. tajným radou s nárokem na oslovení Excelence.
Od srpna 1914 velel Krauß v první světové válce 29. pěší divizi, která na srbském bojišti spadala do 5. armády (velitel generál pěchoty Liborius von Frank) ve Sremu. V září byl jmenován velitelem „kombinovaného Korpsu Krauß“. Dne 6. září 1914 zabránil Srbům v přechodu Sávy u Mitrovice. Koncem prosince se jeho jednotky účastnily ústupových bojů z Bělehradu. Před Vánoci 23. prosince byl Krauß povolán jako vedoucí generálního štábu balkánských sil, kterým po odvolání Oskara Potiorka velel od ledna 1915 arcivévoda Evžen.
Po vyhlášení války Itálií byl 27. května 1915 jmenován šéfem generálního štábu nově vytvořené jihozápadní fronty u řeky Soče. V únoru 1916 byl ve stejné funkci převelen ke skupině vojsk arcivévody Evžen do Bolzana. V květnu 1916 se podílel na útoku v jihotyrolské ofenzívě přes plošinu Sedmi obcí. Plánován byl průlom, který se po počátečních úspěších v prostoru Asiago zcela nezdařil, musel být v polovině června, po protiútocích Italů, přerušen.
V polovině března 1917 se stal Krauß velitelem I. sboru, který byl součástí 7. armády (velitel generál pěchoty Hermann Kövess) s nasazením v Karpatech. V srpnu 1917 dosáhl hodnosti generála pěchoty, po první světové válce byl k datu 1. ledna 1919 penzionován.
V roce 1920 se stal vedoucím Nationalverbandes Deutscher Offiziere (Národního svazu německých důstojníků) ve Vídni, uplatnil se také jako novinář a vojenský historik. Krátce před smrtí se jako člen NSDAP stal zástupcem Rakouska v německém Říšském sněmu a v roce 1938 mu byl přiznán nárok nosit uniformu generála pěchoty SA. V červnu 1938 byl v Berlíně přijat Adolfem Hitlerem. 
Generál Krauß zemřel 29. září na cévní mozkovou příhodu.
Ještě v době monarchie získal několik ocenění, byl nositelem Leopoldova řádu, Řádu železné koruny III. třídy a Vojenského záslužného kříže. V době protektorátu nesla jeho jméno dnešní Jilemnického ulice v Praze (General Krauss Strasse 1940–1945).
Jeho mladší bratr Rudolf Krauss (1863–1943) byl také generálem rakousko-uherské armády a za první světové války byl jedním z vrchních velitelů v Haliči a poté v Itálii.

## Dílo
- Moltke, Benedek und Napoleon. Wien 1901.
- 1805 – Der Feldzug von Ulm. L.W. Seidel & Sohn, Wien 1912 (online bei archive.org).
- Unser Deutschtum! Salzburg 1920.
- Die Ursachen unserer Niederlage – Erinnerungen und Urteile aus dem Weltkrieg. J.F. Lehmanns Verlag, München 1920 (mehrere Auflagen; online bei archive.org).
- Die Wesenseinheit von Politik und Krieg als Ausgangspunkt einer deutschen Staatslehre, Vortrag. München 1921.
- Die Bedeutung Österreichs für die Zukunft des deutschen Volkes. Hannover 1923.
- Das „Wunder von Karfreit“, im Besonderen der Durchbruch bei Flitsch und die Bezwingung des Tagliamento. München 1926.
- Der Irrgang der deutschen Königspolitik. München 1927.
- Führertum, Vortrag. Berlin 1931.
- Gestalter der Welt. München 1932.
- Gebirgskrieg. Wien 1935.
- Theorie und Praxis in der Kriegskunst. München 1936.